# King of Bongo
King of Bongo es el tercer álbum de estudio de la banda francesa Mano Negra. Fue lanzado al mercado en 1991 con la discográfica Virgin France, S.A. El álbum fue dirigido principalmente a la audiencia estadounidense, tal y como la mayoría de las canciones están en inglés. La edición francesa de la revista Rolling Stone nombró a este álbum el puesto 61.º (de 100) de los mejores álbumes de rock francés.

## Grabación y lanzamiento
Cansados de la incomprensión del showbusiness en Estados Unidos y hartos de estar sobreviviendo en una cultura económicamente liberal, en 1991 Mano Negra tal vez sin querer, realizó su último intento de consolidarse en Estados Unidos con su disco King of Bongo (Rey del bongo), un disco incomprendido por los críticos, con raíces claramente alejadas de los trabajos anteriores del grupo, con un alto contenido de protesta hacia la cultura occidental este álbum casi con un 100% de canciones en inglés y con un ritmo mucho más pegado a lo que es el Rock pesado que se toca en Europa.
Este álbum contiene canciones como: "Bring The Fire" (una especie de Reggae con Hip-Hop), "King Of The Bongo" (que en cierta forma habla de que una persona puede ser ignorada en un lugar e idolatrada en otro), "Letter To The Censors" (protesta en contra de la censura en la cultura occidental), "It's My Heart" (canción 100% ska) y "Welcome In Occident" (Bienvenida en occidente). También se encuentra en este disco el tema titulado "Out Of Time Man" el cual cuenta con un videoclip oficial.

## Lista de canciones
Todas las canciones escritas y compuestas por Manu Chao y Mano Negra, excepto donde se indica. 
| N.º   | Título                                       | Duración |  |
| 1.    | «Bring the Fire»                             | 3:27     |  |
| 2.    | «King of Bongo»                              | 3:38     |  |
| 3.    | «Don't Want You No More»                     | 3:07     |  |
| 4.    | «Le Bruit du Frigo»                          | 3:13     |  |
| 5.    | «Letter to the Censors»                      | 2:30     |  |
| 6.    | «El Jako»                                    | 2:48     |  |
| 7.    | «It's My Heart» (Mano Negra)                 | 1:42     |  |
| 8.    | «Mad Man's Dead» (Manu Chao)                 | 2:43     |  |
| 9.    | «Out of Time Man»                            | 3:25     |  |
| 10.   | «Mme Oscar»                                  | 2:37     |  |
| 11.   | «Welcome in Occident»                        | 4:20     |  |
| 12.   | «Furious Fiesta»                             | 1:26     |  |
| 13.   | «The Fool» (Ford Hazeelwood/Arr: Mano Negra) | 2:49     |  |
| 14.   | «Paris la Nuit» (Manu Chao)                  | 3:20     |  |
| 41:08 |                                              |          |  |

## Créditos
- Oscar Tramor (Manu Chao) - Voz principal y guitarra
- Tonio Del Borño (Antoine Chao) - Trompeta y voz
- Santiago "El Águila" Casariego - Batería y voz
- Garbancito (Philippe Teboul) - Percusión y voz
- Roger Cageot (Daniel Jamet) - Guitarra y voz
- Jo (Olivier Dahan) - Bajo y voz
- Helmut Krumar (Thomas Darnal) - Teclados y voz

## Músicos invitados
- Anouk - Voz